# Georges Treille
Pour les articles homonymes, voir Treille (homonymie).
Georges Treille, né le 2 septembre 1921 à Niort (Deux-Sèvres) et mort le 18 mai 2006 à Niort (Deux-Sèvres), est un homme politique français.

## Détail des fonctions et des mandats
Mandats locaux
- 1977 - 1983 : Conseiller municipal de Brioux-sur-Boutonne
- 1983 - 1989 : Maire de Brioux-sur-Boutonne
- 1958 - 1994 : Conseiller général du canton de Brioux-sur-Boutonne
- 1970 - 1990 : Président du Conseil général des Deux-Sèvres
- 1974 - 1981 : Vice-président du Conseil régional de Poitou-Charentes

Mandats parlementaires
- 25 septembre 1983 - 30 septembre 2001 : Sénateur des Deux-Sèvres